# Karl Helmut Bayer
Karl Helmut Bayer (* 3. März 1931 in Fischern bei Karlsbad, Tschechoslowakei) ist ein deutscher Architekt. Er war unter anderem Vorstandssprecher des Planzentrums freischaffender Architekten und Ingenieure München eG und Landesvorsitzender der Vereinigung Freischaffender Architekten in Bayern. Er wohnt in München.

## Leben
Bayer studierte an der Technischen Hochschule München, wurde Dipl.-Ing. und eröffnete 1959 in München ein eigenes Architekturbüro. Von 1972 bis 1991 war er Vorsitzender des Vorstandes des Planzentrums freier Architekten und Ingenieure München und von 1974 bis 1983 Vorsitzender des Vorstandes der Deutschen Planungsgesellschaft Bonn eG, dann auch Aufsichtsrat. 1974 wurde er zum Präsidenten der Vereinigung freischaffender Architekten Deutschlands (VFA) gewählt und ist seit 1995 deren Ehrenmitglied. Er war zudem Vorstandsmitglied im Verband freier Berufe in Bayern.
Von 1974 bis 1992 verlieh er den VFA-Preis zur Förderung freiberuflicher Architektur, den er 1973 initiiert hatte. Er wirkte unter anderem bei internationalen Kooperationen bei Industrie-, Krankenhaus- und Sportstättenplanungen mit. Er erhielt Preise bei Architekturwettbewerben, etwa bei den XX. Olympischen Spielen in München. 1991 wurde er mit dem Bundesverdienstkreuz am Bande ausgezeichnet und 1996 zum ordentlichen Mitglied der Sudetendeutschen Akademie der Wissenschaften und Künste, Klasse der Künste und Wissenschaften, berufen. Seit 2000 ist er Mitglied im Präsidium der Sudetendeutschen Akademie.

## Bauten (Auswahl)

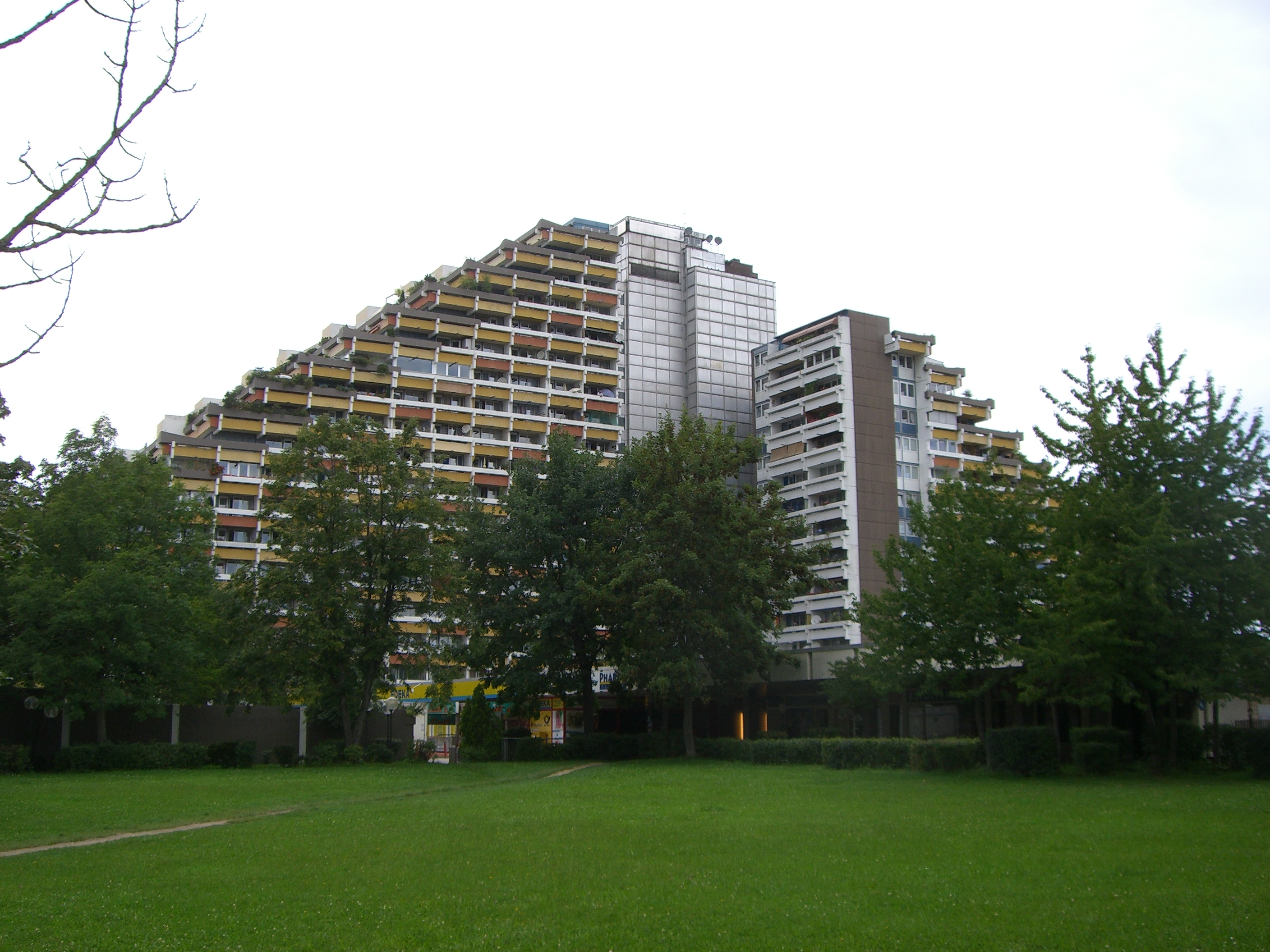
Pharao-Haus

- Bebauungsplan für München-Oberföhring unter anderem mit dem 1974 erbauten Pharao-Haus[1]
- Gebäude des Süddeutschen Verlags (München)
- Grünwalder Rathaus
- Würfelhaus München
- Kirche St. Konrad in Gernlinden
- Sanitätsakademie der Bundeswehr (München)
- Neurologische Klinik (München)
- Eisengießerei in Bad Windsheim
- Quelle-Kaufhaus in München

## Veröffentlichungen
Bayer veröffentlichte diverse Artikel in Fachzeitschriften und war 1973 Mitherausgeber der Zeitschrift Der freie Architekt. 1976 war er an der internationalen Ausstellung Aufbruch und Krise des Funktionalismus beteiligt.
- Planen nach Plan. Hochbauplanung, Ablauf und Aufwand. Bertelsmann, Düsseldorf 1974, ISBN 3-570-08868-5.
- Planen nach HOAI. Einzelbewertung von Planungsschritten zur Arbeitsvorbereitung. Dauer und Zeitaufwand der Architektenleistung. Bauverlag, Wiesbaden 1987, ISBN 3-7625-2443-2.
- CAD nach HOAI. Einführung in die rechnergestützte Planung. Bauverlag, Wiesbaden 1989, ISBN 3-7625-2740-7.
- Stilbildende Elemente der neuen Sachlichkeit. In: Richard W. Eichler: Beiträge zur Architektur, bildenden Kunst, Literatur und Musik. Verlagshaus Sudetenland, München, Düsseldorf 2000, ISBN 3-930626-15-3. (= Schriften der Sudetendeutschen Akademie der Wissenschaften und Künste, Band 21.)